# 糸長雅弘
糸長 雅弘（いとなが まさひろ）は、日本の物理学者。 理学博士（九州大学にて取得）。専門は、情報処理・宇宙科学（磁気圏物理学）。

## 略歴
1977年九州大学理学部物理学科卒業、同大学大学院理学研究科物理学専攻博士前期課程修了、1985年、同大学大学院理学研究科物理学専攻博士後期課程修了。1989年5月同大学工学部講師。1997年10月山口大学教育学部助教授、2001年4月同大学同学部教授、2015年4月に、同大学国際総合科学部教授に就任。研究分野は、磁気圏物理学。所属学会は日本応用数理学会。

## 研究・論文・書籍
- 「低緯度地磁気脈動と電離層」（共著、南極資料、1980年）[4]
- 「区分的3次多項式によるデータ平滑化－急峻な背景変化と振動成分の分離－」（日本応用数理学会論文誌、1993年）
- 「子どもを守り，育てていく実践的な情報モラル教育に関する研究－小学校における取組み－」（共著、山口大学教育学部附属教育実践総合センター研究紀要、2007年）